# Nina Vyroubova
Nina Vyroubova, née le 4 juin 1921 à Hourzouf et morte 24 juin 2007 à Paris 18e, est une ballerine française née russe, considérée comme l'une des meilleures de sa génération,.

## Biographie
Née à Gourzouf, en Crimée, elle déménage enfant à Paris avec sa grand-mère et sa mère veuve, fuyant la Révolution russe. Sa première enseignante de ballet est sa mère, suivie par les célèbres ballerines russes Olga Preobrajenska, Vera Trefilova et Lioubov Iegorova.
En 1937, à 16 ans, Nina Vyroubova fait ses débuts à Caen en interprétant Swanilda dans le ballet comique Coppélia. Elle a joué avec les Ballets Polonais (1939) et le Ballet Russe de Paris (1940). Au cours de son travail dans les récitals de la critique française Irène Lidova, de 1941 à 1944, elle rencontre le chorégraphe, danseur de ballet et directeur de la compagnie Roland Petit. Quand Petit crée Les Ballets des Champs-Élysées, en 1945, Nina Vyroubova perce et est choisie pour être la vedette dans Les Forains. C'est cependant le ballet romantique  La Sylphide qui lui fait atteindre la célébrité, avec une nouvelle chorégraphie de Victor Gsovsky.

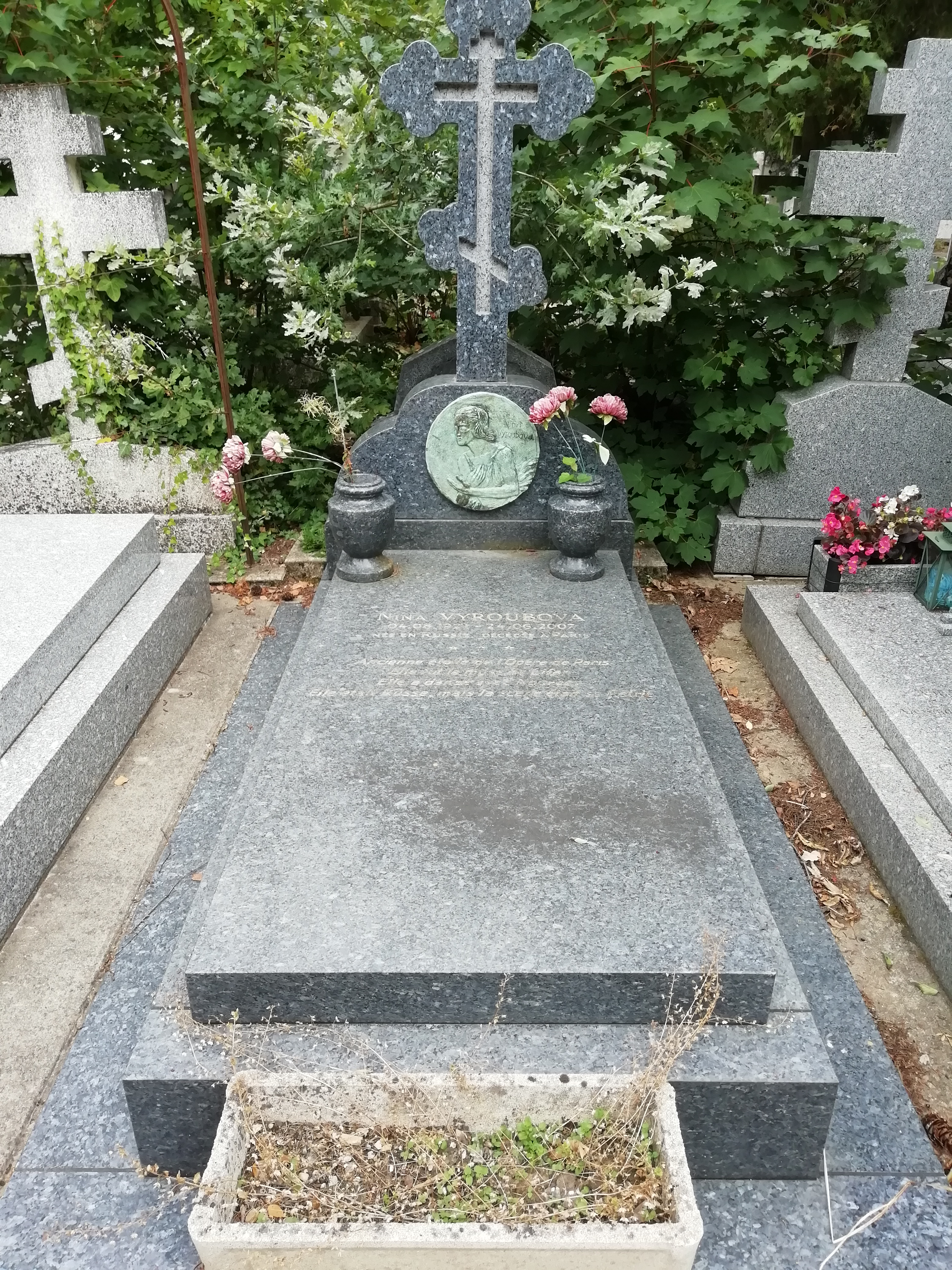
Tombe de Nina Vyroubova au cimetière russe de Sainte-Geneviève-des-Bois.

En 1949, Serge Lifar la promeut danseuse étoile du Ballet de l'Opéra de Paris, elle y succède à Yvette Chauviré. Elle joue dans ses œuvres Suite en Blanc (1949), La Dame au Dramma Per Musica (1950), Giselle (1950), Blanche-Neige (Blanche-Neige, la Méchante Reine) (1951), Les Noces Fantastiques (1955), Hamlet (1957) et L'Amour et son destin (1957). En 1957, lorsqu'il démissionne du Ballet de l'Opéra, elle le suit pour la tournée du Grand Ballet du Marquis de Cuevas, où elle joue dans La sonnambula  de George Balanchine. Lorsque Rudolf Noureev fuit l'U.R.S.S en 1961, elle joue avec lui dans sa première prestation La Belle au bois Dormant. Cependant, furieuse de le voir ajouter quelques mesures supplémentaires impromptues dans son dernier solo, elle refuse de lui parler durant cinq ans. Une fois le Grand Ballet du Marquis de Cuevas dissous en 1962, elle poursuit son activité comme indépendante. En 1965, un rôle est créé spécialement pour elle dans le Ballet de Hambourg d'Abraxis.
Après sa retraite, elle enseigne à Paris, dans son propre studio, puis à Troyes de 1983 à 1988, au conservatoire de cette ville.
Elle meurt à Paris à l'âge de 86 ans et est inhumée au cimetière russe de Sainte-Geneviève-des-Bois (Essonne). Elle s'est mariée trois fois et a un fils, le danseur Youra Kniazeff, de Arkady Kniazeff. 
Vyroubova apparaît dans un certain nombre de documentaires de Dominique Delouche, dont Le Spectre de la Danse en 1960, Adage en 1965, et Les cahiers retrouvés de Nina Vyroubova en 1996 (La Redécouverte des Cahiers de Nina Vyroubova),.